# Viviers-sur-Artaut

Viviers-sur-Artaut este o comună în departamentul Aube din nord-estul Franței. În 1 ianuarie 2022 avea o populație de 120 de locuitori.